# Wade Baldwin IV
Pour les articles homonymes, voir Wade.
Wade Manson Baldwin IV, né le 29 mars 1996 à Belle Mead dans le New Jersey, est un joueur américain de basket-ball. Il évolue aux postes de meneur et arrière. Il mesure 1,90 m.

## Biographie

### Carrière universitaire
Le 5 avril 2016, il annonce sa candidature à la draft 2016 de la NBA.

### Carrière professionnelle
Le 23 juin 2016, Baldwin est sélectionné par les Grizzlies de Memphis à la 17e position de la draft 2016 de la NBA. Le 16 juillet 2016, il signe son contrat rookie avec les Grizzlies. Le 26 octobre 2016, il fait ses débuts avec les Grizzlies lors du match d'ouverture de la saison qu'il termine avec sept points, cinq rebonds, six passes décisives, trois interceptions et trois contres en 24 minutes en étant remplaçant dans la victoire des siens 102 à 98 contre les Timberwolves du Minnesota. Le 6 décembre 2016, il réalise son premier match en marquant au moins 10 points avec 11 unités lors de la victoire 96 à 91 contre les 76ers de Philadelphie. Durant sa saison de rookie, Baldwin est envoyé plusieurs fois chez l'Energy de l'Iowa, l'équipe de D-League affiliée aux Grizzlies.
En juillet 2019, Baldwin est embauché avec un contrat de deux ans par l'Olympiakós, club grec évoluant en Euroligue. À cause de manquements au règlement, le club est relégué en deuxième division grecque lors de la saison 2019-2020. Le club fait alors le choix de créer deux effectifs, un pour l'EuroLigue et un pour le championnat. Wade Baldwin évolue donc uniquement dans le championnat européen cette saison-là. Il y dispute 24 matchs pour 5,5 points, 1,8 rebond et 1,8 passe décisive en moyenne par rencontre.
Au mois de juillet 2020, il s'engage pour une saison avec le Bayern Munich. Il réussit une bonne saison, individuelle et collective, en Euroligue.
En juillet 2021, Baldwin rejoint le Saski Baskonia, club évoluant dans le championnat d'Espagne, pour une saison.
En juin 2022, Baldwin s'engage pour deux saisons avec le Maccabi Tel-Aviv, club israélien qui participe à l'EuroLigue.
En juillet 2024, il signe avec le Fenerbahçe jusqu'en 2026.

## Palmarès
- Second-team All-SEC (2016)
- Vainqueur de l'Euroligue 2024-2025 avec le Fenerbahçe
- Vainqueur de la Coupe de Turquie 2025

## Distinctions personnelles
- Élu dans le deuxième cinq majeur (All-EuroLeague Second Team) de l'Euroligue 2022-2023[9]

## Statistiques

### Universitaires
Les statistiques en matchs universitaires de Wade Baldwin IV sont les suivantes :
| Saison    | Équipe     | Matchs | Titul. | Min./m | % Tir | % 3pts | % LF | Rbds/m. | Pass/m. | Int/m. | Ctr/m. | Pts/m. |
| --------- | ---------- | ------ | ------ | ------ | ----- | ------ | ---- | ------- | ------- | ------ | ------ | ------ |
| 2014-2015 | Vanderbilt | 35     | 24     | 28,8   | 43,9  | 43,9   | 80,2 | 4,14    | 4,40    | 1,43   | 0,11   | 9,37   |
| 2015-2016 | Vanderbilt | 33     | 30     | 30,4   | 42,7  | 40,6   | 79,9 | 4,00    | 5,21    | 1,21   | 0,33   | 14,12  |
| Total     | Total      | 68     | 54     | 29,6   | 43,2  | 42,2   | 80,0 | 4,07    | 4,79    | 1,32   | 0,22   | 11,68  |

### Professionnelles

#### Saison régulière NBA
| Saison    | Équipe  | Matchs | Titul. | Min./m | % Tir | % 3pts | % LF | Rbds/m. | Pass/m. | Int/m. | Ctr/m. | Pts/m. |
| --------- | ------- | ------ | ------ | ------ | ----- | ------ | ---- | ------- | ------- | ------ | ------ | ------ |
| 2016-2017 | Memphis | 33     | 1      | 12,3   | 31,6  | 13,6   | 83,8 | 1,39    | 1,88    | 0,58   | 0,21   | 3,21   |
| Total     | Total   | 33     | 1      | 12,3   | 31,6  | 13,6   | 83,8 | 1,39    | 1,88    | 0,58   | 0,21   | 3,21   |

Dernière mise à jour le 12 avril 2017

#### Playoffs NBA
| Saison    | Équipe  | Matchs | Titul. | Min./m | % Tir | % 3pts | % LF  | Rbds/m. | Pass/m. | Int/m. | Ctr/m. | Pts/m. |
| --------- | ------- | ------ | ------ | ------ | ----- | ------ | ----- | ------- | ------- | ------ | ------ | ------ |
| 2016-2017 | Memphis | 3      | 0      | 4,1    | 0,0   | 0,0    | 100,0 | 1,33    | 0,67    | 0,00   | 0,00   | 0,67   |
| Total     | Total   | 3      | 0      | 4,1    | 0,0   | 0,0    | 100,0 | 1,33    | 0,67    | 0,00   | 0,00   | 0,67   |

Dernière mise à jour le 25 avril 2017

#### Saison régulière D-League
| Saison    | Équipe | Matchs | Titul. | Min./m | % Tir | % 3pts | % LF | Rbds/m. | Pass/m. | Int/m. | Ctr/m. | Pts/m. |
| --------- | ------ | ------ | ------ | ------ | ----- | ------ | ---- | ------- | ------- | ------ | ------ | ------ |
| 2016-2017 | Iowa   | 33     | 22     | 28,2   | 43,5  | 30,7   | 74,8 | 4,24    | 5,30    | 1,30   | 0,36   | 12,94  |
| Total     | Total  | 33     | 22     | 28,2   | 43,5  | 30,7   | 74,8 | 4,24    | 5,30    | 1,30   | 0,36   | 12,94  |

Dernière mise à jour le 25 mars 2017

## Records personnels en NBA
Les records personnels de Wade Baldwin IV, officiellement recensés par la NBA sont les suivants :
| Type de statistique        | Saison régulière | Saison régulière                                 | Saison régulière             | Playoffs | Playoffs                                                 | Playoffs                    |
| Type de statistique        | Record           | Adversaire                                       | Date                         | Record   | Adversaire                                               | Date                        |
| -------------------------- | ---------------- | ------------------------------------------------ | ---------------------------- | -------- | -------------------------------------------------------- | --------------------------- |
| Points                     | 15               | @ Grizzlies de Memphis                           | 28 mars 2018                 | 3        | @ Pélicans de la Nouvelle Orléans                        | 21 avril 2018               |
| Paniers marqués            | 6                | @ Rockets de Houston                             | 5 avril 2018                 | 1        | @ Pélicans de la Nouvelle Orléans                        | 21 avril 2018               |
| Paniers tentés             | 10               | @ Rockets de Houston                             | 5 avril 2018                 | 3        | @ Pélicans de la Nouvelle Orléans                        | 21 avril 2018               |
| Paniers à 3 points réussis | 2                | @ Rockets de Houston                             | 5 avril 2018                 | 1        | @ Pélicans de la Nouvelle Orléans                        | 21 avril 2018               |
| Paniers à 3 points tentés  | 4                | @ Timberwolves du Minnesota                      | 1er novembre 2016            | 1        | @ Pélicans de la Nouvelle Orléans                        | 21 avril 2018               |
| Lancers francs réussis     | 7                | 76ers de Philadelphie                            | 6 décembre 2016              | 2        | @ Spurs de San Antonio                                   | 25 avril 2017               |
| Lancers francs tentés      | 8                | 76ers de Philadelphie                            | 6 décembre 2016              | 2        | @ Spurs de San Antonio @ Pélicans de la Nouvelle Orléans | 25 avril 2017 19 avril 2018 |
| Rebonds offensifs          | 2                | Timberwolves du Minnesota @ Spurs de San Antonio | 26 octobre 2016 4 avril 2017 | 1        | @ Spurs de San Antonio                                   | 15 avril 2017               |
| Rebonds défensifs          | 5                | @ Spurs de San Antonio                           | 4 avril 2017                 | 2        | @ Pélicans de la Nouvelle Orléans                        | 21 avril 2018               |
| Rebonds totaux             | 7                | @ Spurs de San Antonio                           | 4 avril 2017                 | 2        | @ Spurs de San Antonio @ Pélicans de la Nouvelle Orléans | 15 avril 2017 21 avril 2018 |
| Passes décisives           | 9                | Lakers de Los Angeles                            | 3 décembre 2016              | 2        | @ Pélicans de la Nouvelle Orléans                        | 19 avril 2018               |
| Interceptions              | 3                | 3 fois                                           |                              | 1        | @ Pélicans de la Nouvelle Orléans                        | 19 avril 2018               |
| Contres                    | 3                | Timberwolves du Minnesota                        | 26 octobre 2016              | 1        | @ Pélicans de la Nouvelle Orléans                        | 19 avril 2018               |
| Balles perdues             | 5                | @ Timberwolves du Minnesota                      | 1er novembre 2016            | 1        | 3 fois                                                   |                             |
| Minutes jouées             | 32               | @ Rockets de Houston                             | 5 avril 2018                 | 8        | @ Pélicans de la Nouvelle Orléans                        | 19 avril 2018 21 avril 2018 |

- Double-double : aucun (au 11/01/2019)
- Triple-double : aucun.

## Marketing
En septembre 2016, il s'engage avec la marque Adidas.